# Aeroportul Piešťany
Aeroportul Piešťany (IATA: PZY, ICAO: LZPP) este un aeroport din Piešťany, Districtul Piešťany, Regiunea Trnava, Slovacia ce deservește zona Piešťany. Aeroportul a fost tranzitat în 2018 de 384 de pasageri. A fost numit după zona deservită.
Situat la o altitudine de 166 m, aeroportul dispune de o singură pistă.